# Samsiadade III
Samsiadade III (em acádio: mdUTU-ši-d-IŠKUR; romaniz.: Šamši-Adad) foi um rei do Antigo Império Assírio que reinou por 16 anos, mas cujas datas são incertas. Era membro da dinastia de Belubani e filho de Ismedagã, que é comumente associado com Ismedagã II, seu antecessor no trono, embora haja dúvida quanto a isso. É conhecido por constar na Lista Real Assíria, na Crônica Sincronística e em cinco inscrições muito fragmentadas, duas delas com seu nome preservado e outras três atribuídas a ele mediante o contexto de descoberta. Numa de suas inscrições, relatou que restaurou a cimeira dilapidada de zigurates, quiçá o Templo de Anuadade em Assur erigido por Samsiadade I no século XIX a.C. Foi sucedido por Assurnirari I.